# 千童県
千童県（せんどう-けん）は中華人民共和国河北省にかつて存在した県。現在の滄州市塩山県南西部、千童鎮に相当する。
後漢により饒安県と改称、宋代に廃止され、管轄区域は塩山県に編入された。